# 川上源太郎
川上 源太郎（かわかみ げんたろう、1939年1月13日- 2013年）は、日本の社会学者、社会評論家・社会評論家。元清泉女学院大学副学長。

## 略歴
東京生まれ。1962年一橋大学社会学部卒業。1967年一橋大学大学院社会学研究科博士課程満期退学。
1968年東京女子大学助教授、非常勤講師を務めたのち1985年から八千代国際大学（現秀明大学）教授、清泉女学院大学教授、副学長。
一橋大学では修士課程ではマルクス主義研究の高島善哉ゼミで、博士課程ではモンテスキュー研究の古賀英三郎ゼミで指導を受け、マックス・ヴェーバーを研究。
やがて民社党・公明党と関わりを持つ様になり、1975年に『親の顔が見たい』を上梓。ベストセラーとなり、大衆社会・民主主義批判の論客となる。
1977年の参院選では民社党推薦で全国区に出馬するが、65位で落選に終わる。
晩年には日本会議に加わった。

## 著書
- 『政治学入門』潮出版社・潮新書 1971
- 『若者へのさようなら』潮出版社、1972
- 『学校は死んだ』ごま書房、ゴマブックス 1973
- 『修養のすすめ』ごま書房 ゴマブックス 1974
- 『親の顔が見たい』ごま書房 ゴマブックス 1975、角川文庫 1981
- 『続・親の顔が見たい』ごま書房、ゴマブックス 1975
- 『日本人の政治感覚』ダイヤモンド社、1975
- 『友達のいない子は損をする』ごま書房、ゴマブックス 1976
- 『日本が心配でたまらない 川上源太郎対談』ペップ出版 1976
- 『結婚してもしなくても 女だけの幸福論』読売新聞社 1977
- 『子どもが本当に大切ならば 私の母親教育論』プレジデント社、1978
- 『日本人の再建』高木書房、1978
- 『賢い娘は大学に行かない 見栄の学歴より、女が幸せになる法』祥伝社・ノン・ブック　1979
- 『女の魅力』読売新聞社、1980
- 『教育病 子供たちの未来はない』山手書房、1980
- 『こんな親にはなりたくない』池田書店、1980
- 『こころのおしゃれ 聡明な女らしさを育てる本』芳文社、1981
- 『宇宙人を生んだのか 川上源太郎の「教育直言」』ジェーピー出版社、1982
- 『友達はいますか 若者へ親へ、そして教師へ』芳文社、1982
- 『貴女もステキなお母さん』有楽出版社、1984
- 『礼儀作法これだけ知っていれば十分』日本実業出版社、エスカルゴ・ブックス 1984
- 『おじさんは翔ぶのだ 人生・低空飛行のすすめ』講談社、1985
- 『現代を救う岡田茂吉 世界救世教教祖』講談社、1985
- 『幸福な生き方 あなたは、なぜそんなに不機嫌な顔をしているのですか』ごま書房・ゴマセレクト　1990
- 『人間入門 人になりたい人のために』PHP研究所、1992
- 『旅の思想 「旅ごころ」の名著を読む』PHP研究所、1993
- 『しょせん、女には勝てない』PHP研究所、1994
- 『ソレルのドレフュス事件 危険の思想家、民主主義の危険』中公新書 1996
- 『ミドル・クラス 英国にみる知的階級宣言』中央公論新社・中公叢書　2000
- 『心を温める教育の知恵』PHP研究所、2001

### 翻訳
- W.G.ランシマン 『現代の政治学』 竹内書店、1965
- スチュアート・ヒューズ『歴史家の使命 歴史、その芸術と科学』竹内書店、1966
- スチュアート・ヒューズ『二十世紀の運命 シュペングラーの思想』潮新書、1968
- W.G.ランシマン『社会科学と政治理論』福村出版、1971
- ジョルジュ・ソレル『進歩の幻想』ダイヤモンド社、1974
- レイモン・アロン『ヴェーバーへの道』福村出版、1982
- W.G.ランシマン『社会理論の方法』木鐸社、1991
- W.G.ランシマン『政治の社会学』東洋書店、1994、第2版1997
- ジョン・グロス選『オックスフォード流人間学』編訳 PHP研究所、1995

## 参考
- 「ソレルのドレフュス事件」著者紹介